# Clistoabdominalis yeatesi
Clistoabdominalis yeatesi är en tvåvingeart som beskrevs av Skevington 2001. Clistoabdominalis yeatesi ingår i släktet Clistoabdominalis och familjen ögonflugor. Inga underarter finns listade i Catalogue of Life.